# Enosteoides lobatus
Enosteoides lobatus is een tienpotigensoort uit de familie van de Porcellanidae. De wetenschappelijke naam van de soort is voor het eerst geldig gepubliceerd in 2009 door Osawa.